# Supernördarna
Supernördarna, dokusåpa producerad av Mastiff för Kanal 5 under våren 2006. Programledare var Martin Björk.
Serien föregicks av en stor annonskampanj och hade en bra tid på torsdagar klockan 20, men blev sågad av kritiker och hade låga tittarsiffror. Efter tre avsnitt drog kanalen in det ordinarie sändningstillfället.